# Gerhard Rödding
Gerhard Rödding (Oestrich, hoy un distrito de Iserlohn, 18 de febrero de 1933-Iserlohn, 7 de junio de 2024) fue un teólogo evangélico y político alemán del CDU. Fue miembro del Landtag de Renania del Norte-Westfalia (1980-1987).

## Vida y carrera
Gerhard Rödding creció en Oestrich. Completó sus estudios secundarios en 1953 y luego estudió teología en Marburg, Göttingen y Münster. Obtuvo su primer examen teológico en 1957 y el segundo en 1960. En 1961, se doctoró en teología con su disertación "El problema del ser en la doctrina de la creación de Karl Barth" en la Facultad de Teología Evangélica de la Universidad de Münster. Desde 1960 hasta 1967, trabajó como pastor y luego, de 1967 a 1980, fue miembro del consejo eclesiástico en Bielefeld y decano de la Evangelische Kirche von Westfalen.
Rödding publicó numerosas obras sobre la música sacra evangélica. Se dedicó intensamente a la vida y obra de Paul Gerhardt, sobre quien escribió las obras estándar "Paul Gerhardt" (1981) y "Warum sollt ich mich denn grämen. Paul Gerhardt – Leben und Dichten in dunkler Zeit" (2006). Además de sus libros más teóricos como "Dogmatik im Grundriß" (1974), también escribió textos prácticos para la educación cristiana y la vida cristiana. Uno de sus principales intereses fue siempre introducir a los niños en la fe desde una edad temprana. En 1971, fue cofundador de la revista "was+wie. Kinder religionspädagogisch begleiten", en la que publicó numerosos artículos y cuyo consejo editorial integró hasta su fallecimiento.
Gerhard Rödding vivió en Bielefeld.

## Política
Rödding fue miembro de la CDU desde 1966. Entre 1969 y 1973 fue presidente de distrito de la CDU en Bielefeld y luego vicepresidente de distrito. Desde 1973, fue miembro del consejo de la ciudad de Bielefeld. Del 29 de mayo de 1980 al 23 de septiembre de 1987, fue miembro del Landtag de Renania del Norte-Westfalia por la CDU. Ambas veces ingresó al Landtag a través de la lista estatal, en la 9.ª legislatura en el puesto 18 de la lista y en la 10.ª legislatura en el puesto 16.

## Cargos públicos
Rödding se desempeñó de 1969 a 1972 como alcalde honorario de la comunidad de Altenhagen (distrito de Bielefeld, hoy parte del distrito de Heepen de la ciudad de Bielefeld). Fue presidente estatal del Círculo de Trabajo Evangélico de la CDU en Westfalia-Lippe. Rödding, durante años portavoz de política mediática del grupo parlamentario de la CDU, fue miembro del consejo de radiodifusión de WDR desde 1975 hasta 1987. Posteriormente, hasta 1999, fue el primer subdirector de la recién fundada Landesanstalt für Medien Nordrhein-Westfalen (LfR) en Düsseldorf, así como presidente de la asociación para la introducción de la transmisión de audio digital (DAB). Dirigió el primer consejo del Sängerbund NRW, que comenzó su actividad honoraria a mediados de la década de 1990. Además, se comprometió con la Schutzgemeinschaft Deutscher Wald (SDW) como presidente del distrito de NRW en Bielefeld/Gütersloh, para familiarizar a los estudiantes con el ecosistema forestal y su uso forestal sostenible a través de los Juegos Juveniles del Bosque.

## Publicaciones
- Das Seinsproblem in der Schöpfungslehre Karl Barths, disertación, Münster 1961
- como editor/autor junto con Gerhard Mittring: Musik als Lobgesang. Festschrift für Wilhelm Ehmann zum 60. Geburtstag am 5. Dezember 1964, Darmstadt 1964
- Christus unsere Hoffnung. Liederbuch für das christliche Begräbnis, Gütersloh 1972 ISBN 3-579-04703-5
- como editor: Das Leiden unseres Herrn Jesu Christi nach den vier Evangelisten. Die Passionsandachten des Evangelischen Kirchengesangbuches, Gütersloh und Witten 1974 (ISBN 3-579-04663-2 o ISBN 3-7858-0184-X)
- Dogmatik im Grundriß, Gütersloh 1974 ISBN 3-579-04448-6
- Paul Gerhardt, Gütersloh 1981 (2.ª edición, Gütersloh 1984, ISBN 3-579-02119-2)
- como editor: Paul Gerhardt. Geistliche Lieder, Stuttgart 1991 (última edición, Stuttgart 2007, ISBN 978-3-15-001741-8)
- junto con Margarete Mix: Symbole im Kindergarten – verstehen und gestalten. Ein Praxisbuch für die religiöse Früherziehung der Drei- bis Siebenjährigen, Gütersloh 1997 (2.ª edición corregida como volumen 1 de la serie „Religion im Kindergarten verstehen und gestalten“, Gütersloh 2001, ISBN 3-579-02931-2)
- Das Kirchenjahr feiern & erleben, Gütersloh 2002 ISBN 3-579-03461-8
- Die Schöpfungsgeschichte. Wie ich sie heute verstehen kann, Gütersloh 2002 ISBN 3-579-06020-1
- Das Vaterunser. Eine Brücke zu Gott, Gütersloh 2003 ISBN 3-579-03469-3
- Warum sollt ich mich denn grämen. Paul Gerhardt – Leben und Dichten in dunkler Zeit, Neukirchen-Vluyn 2006 (ISBN 978-3-7615-5477-7 o ISBN 3-7615-5477-X)
- Luther und Calvin. Briefe, die nie geschrieben wurden, Neukirchen-Vluyn 2008 ISBN 978-3-7615-5649-8